# Acordo Lansing-Ishii

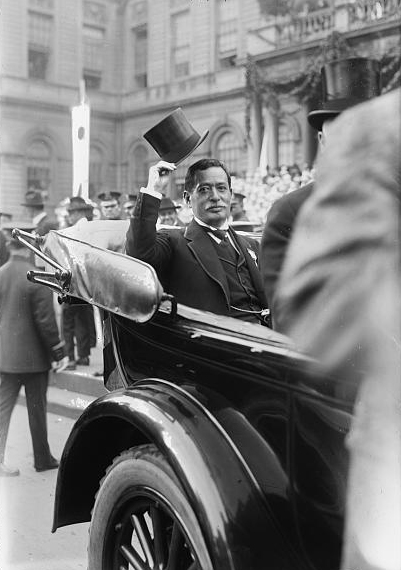
O diplomata japonês Ishii em Washington, DC, em 1917, no âmbito da assinatura do Acordo Lansing-Ishii.

O Acordo Lansing-Ishii (石井 ランシング 協定, Ishii-Ranshingu Kyōtei) foi uma nota diplomática firmada pelos Estados Unidos e pelo Império do Japão a 2 de novembro de 1917 sobre as suas disputas em relação à China.
No texto do Acordo que foi publicado - firmado pelo Secretário de Estado dos Estados Unidos, Robert Lansing e pelo enviado especial japonês Ishii Kikujirō - ambas as partes se comprometeram a manter a política de portas abertas na China sobre a sua integridade territorial e administrativa. Porém, o governo dos Estados Unidos reconheceu também que o Japão tinha certos "interesses especiais" na China, considerando a sua proximidade geográfica, especialmente nas áreas da China mais próximas do território japonês, o que contradizia na prática a referida política de portas abertas.
Num protocolo secreto anexado ao Acordo público, ambas as partes concordaram em aproveitar as potenciais oportunidades decorrentes da Primeira Guerra Mundial para tratar de obter direitos especiais ou privilégios na China, em detrimento de outras nações aliadas na guerra contra a Alemanha.
Na época, o Acordo Lansing-Ishii foi a prova de que o Japão e os Estados Unidos haviam enterrado a sua rivalidade, cada vez mais amarga sobre a China, onde o acordo foi saudado como um marco nas relações entre os EUA e o Japão. No entanto, os críticos perceberam a imprecisão da linguagem e as diferentes interpretações do acordo, o que significava que nada havia sido decidido após dois meses de negociações. O Acordo Lansing-Ishii foi substituído em abril de 1923 pelo Tratado das Nove Potências.
Para os japoneses, apesar do Acordo Lansing-Ishii, de 1917, que reconheceu os interesses especiais de Tóquio sobre uma parte da China, não implicar a igualdade com as potências ocidentais, era uma prova de que o Japão não podia mais ser ignorado nas relações internacionais.